# Calycopis
Calycopis är ett släkte av fjärilar. Calycopis ingår i familjen juvelvingar.

## Bildgalleri

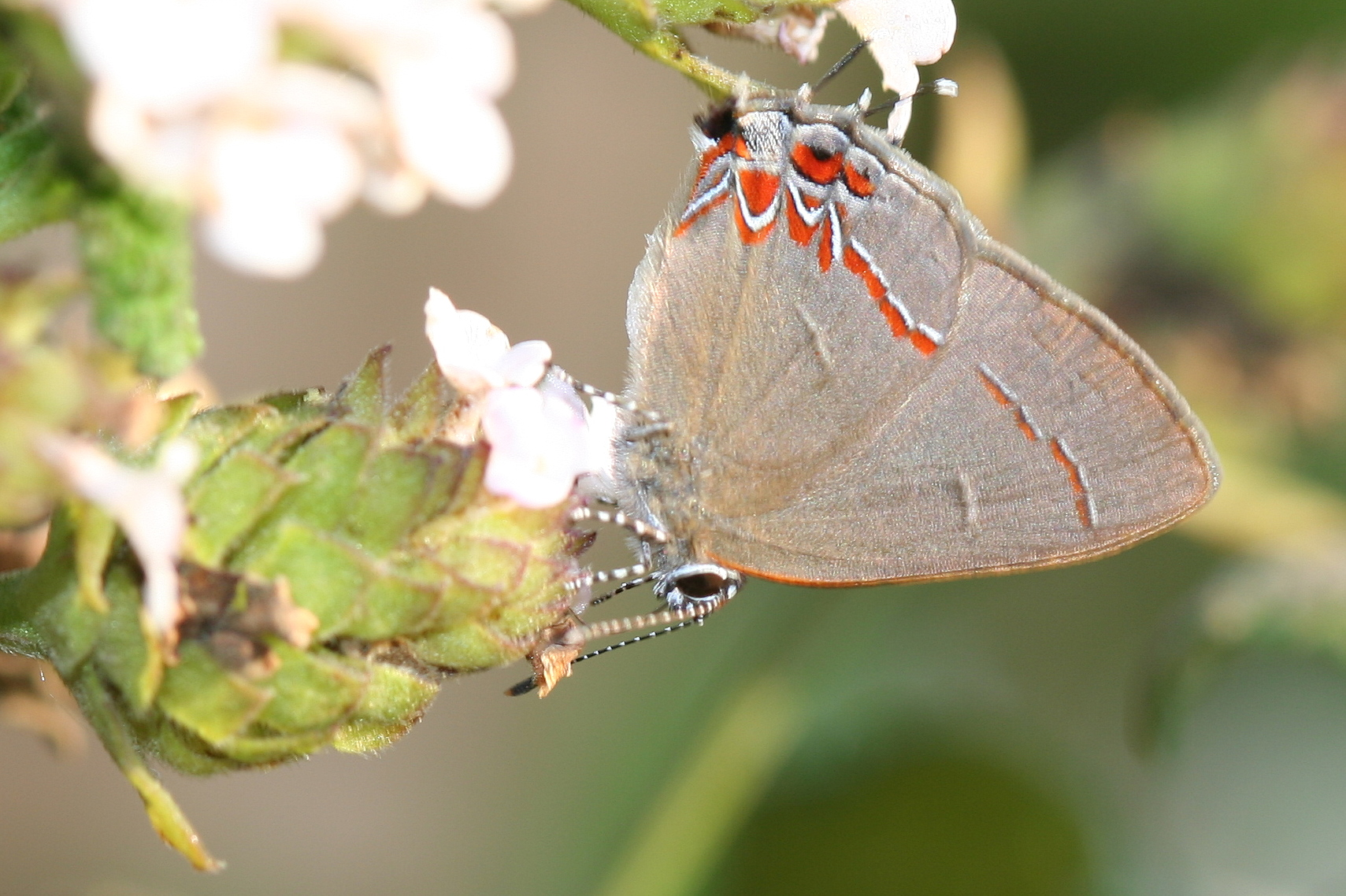

## Dottertaxa tillCalycopis, i alfabetisk ordning[1]
- Calycopis amphracles
- Calycopis amplia
- Calycopis anastasia
- Calycopis anfracta
- Calycopis argenopuncta
- Calycopis bactra
- Calycopis bellera
- Calycopis beon
- Calycopis bufonia
- Calycopis cabiria
- Calycopis caulonia
- Calycopis cecrops
- Calycopis chacona
- Calycopis comissa
- Calycopis crena
- Calycopis devia
- Calycopis dragones
- Calycopis gigantea
- Calycopis gottschalki
- Calycopis guzanta
- Calycopis hesperitis
- Calycopis indigo
- Calycopis isobeon
- Calycopis janeirica
- Calycopis lerbela
- Calycopis lolina
- Calycopis lugubris
- Calycopis mimas
- Calycopis nancea
- Calycopis nicolayi
- Calycopis origo
- Calycopis partunda
- Calycopis perdistincta
- Calycopis poeas
- Calycopis sethon
- Calycopis susanna
- Calycopis torqueor
- Calycopis tyrtaeus
- Calycopis valparaiso
- Calycopis vibulena
- Calycopis vidulus
- Calycopis vitruvia
- Calycopis xeneta